# Nycteola nigricans
Nycteola nigricans är en fjärilsart som beskrevs av Sheldon 1919. Nycteola nigricans ingår i släktet Nycteola och familjen trågspinnare. Inga underarter finns listade i Catalogue of Life.